# Euphorbia gueinzii
Euphorbia gueinzii är en törelväxtart som beskrevs av Pierre Edmond Boissier. Euphorbia gueinzii ingår i släktet törlar, och familjen törelväxter. Inga underarter finns listade i Catalogue of Life.